# Гленн Міддлтон
Гленн Міддлтон (англ. Glenn Middleton; нар. 1 січня 2000, Нортгемптон) — шотландський футболіст, нападник клубу «Рейнджерс» і молодіжної збірної Шотландії.

## Клубна кар'єра
Народився 1 січня 2000 року в місті Нортгемптон. Вихованець юнацької команди місцевого клубу «Нортгемптон Таун», з 2012 року перейшов до академії «Норвіч Сіті».
З 2017 року 17-річний нападник почав потрапляти до заявки основної команди «Норвіч Сіті», у складі якої, утім, в матчах чемпіонату так й не дебютував. 
31 січня 2018 року став гравцем шотландського «Рейнджерс». 26 жовтня того ж року уклав з клубом з Глазго п'ятирічний контракт.

## Виступи за збірні
2015 року дебютував у складі юнацької збірної Шотландії, взяв участь у 24 іграх на юнацькому рівні, відзначившись 7 забитими голами.
З 2018 року залучається до складу молодіжної збірної Шотландії.

## Титули і досягнення
- Володар Кубка шотландської ліги (1):

Сент-Джонстон: 2020-21